# Gabriel Le Mar
Gabriel Le Mar (* 1966 in Berlin) ist ein deutscher Musikproduzent, der sich zwischen experimenteller Electronica, Chillout und aktueller Clubmusik bewegt. Er arbeitete unter anderem zusammen mit Saafi Brothers, Aural Float und Dr. Motte.

## Leben
1994 begann Gabriel mit seinem ersten Sound system „Dub Mix Convention“, Dub im Frankfurter Raum zu spielen. Sie spielten Nu-School-Dub aus Großbritannien, klassischen jamaikanischen Sounds und experimentellen Live Overdub. Nach einer Reihe von Veranstaltungen entstand das Studioalbum Dub Mix Convention mit seinen Studiopartnern Reverend und Marcus Darius. Verschiedene Dub-Stile verbanden Elemente von Techno bis House, Jungle und Reggae auf dem Release.
1995, inspiriert von den Mixtechniken der jamaikanischen Dub-Musik, initiierte Gabriel das lokale Dub-Soundsystem „Serious Dropout“ mit den Produzenten Jammin' Unit, Tricky Cris und Reverend. Sie veröffentlichten drei Alben auf Sony/S3 und verbanden NuSchool-Dub, Reggae, Elektronik und Techno-Sounds mit Sängern aus Jamaika und Großbritannien. Sie arbeiteten eng mit dem englischen Dub-Produzenten The Rootsman zusammen und mit Künstlern wie Mad Professor, Drumhead, Markie J und Yah Meek.
Zusammen mit Pascal FEOS und Alex Azary war Le Mar am Ambient-Musikprojekt Aural Float beteiligt. 1995 erschien das Album Introspectives.
1996 entwickelte sich unter der Regie seines Projektes Aural Float die Space-Night-Reihe auf dem Bayerischen Rundfunk zu einem audiovisuellen Konzept mit Weltraum-Aufnahmen und ambienter Musik. Mit Saafi Brothers komponierte Gabriel Le Mar sphärische, elektronische Sounds.
2000 produzierte Gabriel Le Mar mit Banned-X eine Symbiose aus Reggae, Dub und Elektronik. Mit Unterstützung der Vokalisten Yah Meek und Markie J. veröffentlichen sie ihr Neo-Dub Album Songs An' Trax und später ihr zweites Album Blessed Love mit den Vokalisten Yah Meek, Markie J, Bobo Niyah und Ras Abraham.
Bei den Veröffentlichungen Dr. Motte meets Gabriel Le Mar trifft Electronica auf energetischen Techno. Weitere Veröffentlichungen fanden in Kooperation mit Pete Namlook, Toby Izui (Supercruizer) und DJ Dag statt.
Le Mar spielte auf Festivals wie dem Time Warp, Deichbrand, PollerWiesen, Roskilde-Festival, Sziget, Ozora, Tribal Gathering und Antaris. Er kann auf mehr als 30 veröffentlichte Alben und zahlreiche Zusammenarbeiten und Remix-Produktionen für u. a. Paul van Dyk, Jam & Spoon oder Sven Väth zurückblicken.

## Solo-Diskographie (Auswahl)
- 2018: Among Trees I Want to Live (CD, Carpe Sonum Records/US)
- 2017: Flashin’ On (CD; Carpe Sonum Records/US)
- 2015: Dubistalles (album, LMP)
- 2015: Dubistalles (Vocal Versions) (album, LMP)
- 2015: Stripped (CD, Carpe Sonum Records/US)
- 2013: Benevolent Chaos (album, LMP)
- 2012: Deep Red Guitar, Rmx Brendon Moeller, Julius Lagerfeld, Smalltown Collective, Steve Cole (EP, Schallbox Records/CH)
- 2011: Level (album, LMP)
- 2010: Jump Cuts feat. Busi Mhlongo, Lungiswa Plaatjies, Madala Kunene, LMP (album, LMP)
- 2009: Wize Dubs Rmx by Echonomist, Marko Fürstenberg, Max Cavalerra, Das Kraftfuttermischwerk, P.Laoss, Veer, Octex, (album LMP)
- 2009: Dubwize (album, LMP)
- 2006: Reel Time (CD + DVD, Elux)
- 2005: In Dub (album, LMP)
- 2004: Nightradio (album, LMP)
- 2003: Short Stories (CD, Spirit Zone)
- 2002: Hear And Now (CD, Spirit Zone)
- 2000: Gab’s Gift (CD, Spirit Zone)
- 1999: Gab’s Lab (CD, Spirit Zone)

## Kollaborationen (Auswahl)
- 2019: RCO: Radical Chill Out with Dr. Motte (CD, Carpe Sonum REC./US)
- 2017: DJ Dag & Gabriel Le Mar: Skatalite / Selectas Choice (LP, Complexx Music)
- 2017: Saafi Brothers: The Quality of Being One (CD, Liquid Sound Design LSD/UK)
- 2014: Dr. Motte meets Gabriel Le Mar: Fever Rmx by Ken Ishii, Pascal Feos, Eric Sneo, DJ Sur (EP, Praxxiz)
- 2014: Dublocation: Making Waves (album, LMP)
- 2014: Saafi Brothers: Live on the Roadblog (CD, Carpe Sound Records/US/Iboga Records/DK)
- 2013: Dr. Motte meets Gabriel Le Mar: Fever (EP, Praxxiz)
- 2012: Dr. Motte meets Gabriel Le Mar: The Breeze (EP, Praxxiz)
- 2012: Dr. Motte meets Gabriel Le Mar: POTGH - The Remixes, Rmx by Spot Gräfenberg, Pintaa, Alex Dior, Superstrobe, (EP, Praxxiz)
- 2012: Dr. Motte meets Gabriel Le Mar: Puttin On The Green Hat incl. Rmx by Nihil Young (EP, Praxxiz)
- 2010: Banned-X: Blessed Love feat. Yah Meek, Ras Abraham, Bobo Niyah, Markie J. (album, LMP)
- 2009: Subsonic Park: Echoes From Inside Rmx by Brendon Moeller and Aku Aku (EP, Elux)
- 2009: Dr. Motte Meets Gabriel Le Mar: Dr. Motte Meets Gabriel Le Mar (FAX +49-69/450464)
- 2009: Namlook/Le Mar (surround-album CD, Fax +49-69/450464)
- 2008: Subsonic Park: Inner City Codes (CD, Elux)
- 2007: Saafi Brothers: Supernatural (CD, Ayia Napa/Zyx)
- 2007: Aural Float: Moving Images (DVD, Elektrolux)
- 2005: Aural Float: Beautiful Someday (CD, Elektrolux)
- 2003: Studio India (Sampling CD, Best Service)
- 2003: Saafi Brothers: Liquid Beach (CD, Secret Life Recordings/EFA)
- 2001: Dub_Connected: Electronic Music (CD, LiquidAusdioSoundz)
- 2001: Supercruizer: Skydiverz with Toby Izui (CD, Superstition)
- 2001: Aural Float: Freefloat (CD, Elektrolux)
- 2000: Banned-X: Songs An’ Trax (CD, multiColor Rec.)
- 2000: Saafi Brothers: Midnight’s Children (CD, BlueRoom Released/UK/EFA)
- 2000: Dub_Connected: Vol. 1 (CD, LiquidAudioSounds)
- 1998: Montauk P: Def = Lim (CD, BlueRoom Released/UK/EFA)
- 1998: Dub Mix Convention: Dub Mix Convention (CD, Elektrolux)
- 1997: Saafi Brothers: Mystic Cigarettes (CD, BlueRoom Released/UK/EFA)
- 1995: Aural Float: Introspectives (CD, Elektrolux)
- 1994: Rain on Bamboo: Sleep & Poetry (CD, Strange Ways Records)